# Diocèse de Siedlce
Le diocèse de Siedlce (en latin : Dioecesis Siedlecensis) est un diocèse catholique de Pologne de la province ecclésiastique de Lublin dont le siège est situé à Siedlce. Il comprend la partie orientale de la voïvodie de Mazovie et la partie septentrionale de la voïvodie de Lublin. Son territoire est divisé en 25 doyennés et 249 paroisses. L'évêque actuel est Kazimierz Gurda (de), depuis 2014.

## Historique
Le diocèse de Siedlce a été créé le 30 juin 1818 sous le nom de diocèse de Janów Podlaski, aussi appelé diocèse de Podlachie (ou Podlasie), à partir de territoires prélevés sur le diocèse de Lublin, le diocèse de Poznań, le diocèse de Loutsk et Jytomyr, en Ukraine, et le diocèse de Płock. L'article 42 de la constitution du royaume de Pologne de 1815, proclame : « Le roi nomme les archevêques et les évêques de diverses confessions, suffragants, prélats et chanoines ». C'est en vertu de cet article qu'Alexandre Ier a choisi le premier évêque, Feliks Łukasz Lewiński et qu'il l'a imposé au Saint-Siège qui, après protestation sur la méthode imposée par le gouvernement russe, Mgr Lewiński a été nommé à la direction du diocèse de Janów Podlaski ou de Podlasie par la bulle du 30 mars 1819. L'évêque a pu alors entreprendre l'organisation de son nouveau diocèse. Il a établi un chapitre de la cathédrale en 1823.
Après les Trois Glorieuses, en juillet 1830, une vague révolutionnaire a parcouru l'Europe centrale. L'insurrection de novembre 1830, en Pologne, a amené la Russie à se plaindre auprès du Saint-Siège de l'attitude de deux évêques qui ont offert aux insurgés les deux tiers de leurs revenus, en dons « soi-disant patriotiques » et l'un d'entre eux avait signé le manifeste des révoltés. Un des rédacteur était Adam Michał Prażmowski (pl), évêque de Płock. Jan Marceli Gutkowski, évêque de Janów Podlaski, a refusé de signer le manifeste. 
En 1831, les cardinaux vont élire un pape conservateur, Grégoire XVI, qui doit faire face à une révolte à Rome. Il écrit aux évêques polonais le 15 février : « L'Église a en horreur le fracas des armes et des séditions ; tout ce qui compromet la tranquillité de l'État, elle l'interdit sévèrement aux ministres de Dieu, qui est l'auteur de la paix et qui est venu apporter la paix à la terre ». Les ministres de l'Église doivent donc prêcher obéissance, foi et soumission aux autorités. Cependant, où le pape ne voyait qu'une révolte, certains ministres de l'Église y ont vu une croisade contre le gouvernement russe. Le pape renouvelle cette condamnation dans l'encyclique Cum Primum du 9 juin 1832. 
En 1836, Grégoire XVI rappelle à Mgr Gutkowski son bref de 1832. Dans une note remise le 9 février 1838 au cardinal secrétaire d'État, le ministre plénipotentiaire de l'empereur de Russie auprès du Saint-Siège a fait part des actions hostiles contre le gouvernement russe de l'évêque de Podlachie, Mgr Gutkowski.  Celui-ci est arrêté dans la nuit du 28 au 29 avril 1840 par le gouvernement russe sur ordre de Nicolas Ier à la suite d'actes d'opposition et déporté au couvent d'Ozeransk, dans le district de Rogatchev. Le 7 avril 1841, le pape exhorte dans un bref Mgr Gutkowski retenu à Ozierany de donner sa démission. Celui-ci répond au pape qu'il ne fait que s'opposer « aux moyens employés par le gouvernement pour anéantir la religion catholique ». Il a donné sa démission en 1842, puis après sa libération, en 1843, il est parti pour Lviv où il est mort le 3 octobre 1863,.
L'insurrection polonaise de 1861-1864 a conduit les administrateurs russes à accroître leur répression contre l'Église catholique dans l'Empire russe.
Le diocèse de Janów Podlaski change de nom le 28 octobre 1925 pour s'appeler diocèse de Siedlce.

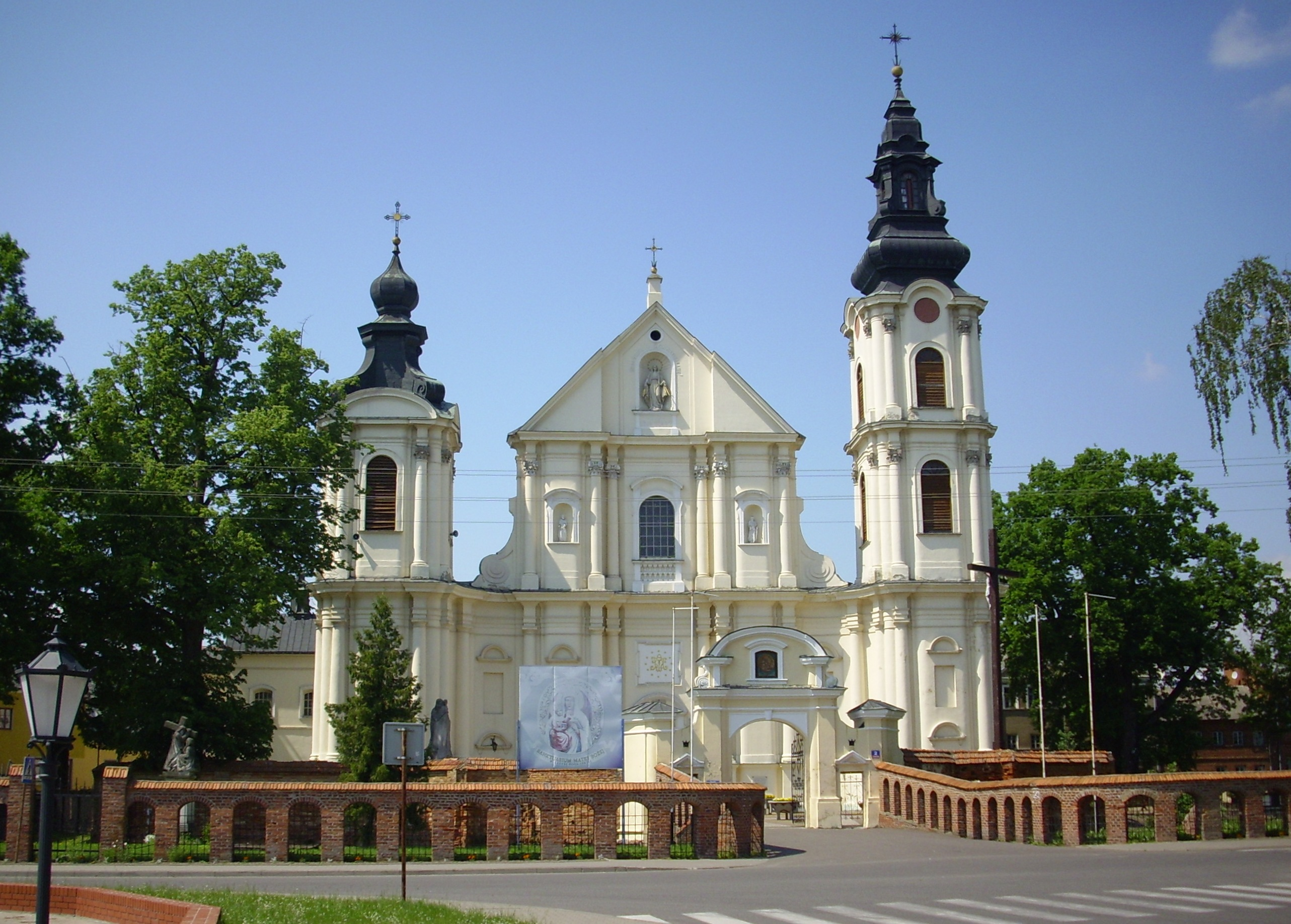
La basilique Saint-Pierre-et-Saint-Paul de Leśna Podlaska.

## Églises principales du diocèse de Siedlce
L'église de l'Immaculée-Conception-de-la-Bienheureuse-Vierge-Marie (pl) (en polonais : Katedralna Niepokalanego Poczęcia  Najświętszej Maryi Panny) est la cathédrale de Siedlce.
Le diocèse compte comme basiliques mineures :
- Basilique de la Sainte-Trinité (en polonais : Bazylika Trójcy Przenajświętszej) de Janów Podlaski ;
- Basilique Sainte-Anne (en polonais : Bazylika św. Anny) de Kodeń ;
- Basilique Saint-Jean-Baptiste (en polonais : Bazylika św. Jana Chrzciciela Sanktuarium Maryjne) de Parczew ;
- Basilique Saint-Pierre-et-Saint-Paul (en polonais : Bazylika św. Piotra i św. Pawła), de Leśna Podlaska.

## Évêques

### Évêques de Janów Podlaski ou dePodlachie
- Feliks Łukasz Lewiński, du 29 mars 1819 jusqu'à sa mort le 5 avril 1825,
- Jan Marceli Gutkowski, du 3 juillet 1826 jusqu'à sa démission en 1842, puis, après sa libération en 1843, il réside à Lviv jusqu'à sa mort en 1863.
- Piotr Pawel Beniamin Szymański (O.F.M. Cap.), du 18 septembre 1856 jusqu'à sa mort le 15 janvier 1868.
- Henryk Ignacy Przeździecki, 24 septembre 1918 – 28 octobre 1925

### Évêque de Siedlce
- Henryk Ignacy Przeździecki, du 24 septembre 1918 jusqu'à sa mort le 28 octobre 1939,
- Ignacy Swirski, du 12 avril 1946 jusqu'au 25 mars 1968,
- Jan Mazur du 24 octobre 1968 jusqu'au 25 mars 1996,
- Jan Wiktor Nowak, du 25 mars 1996 jusqu'à sa mort le 25 mars 2002,
- Zbigniew Kiernikowski, du 28 mars 2002 jusqu'au 16 avril 2014, puis évêque de Legnica
- Kazimierz Gurda (de), depuis le 16 avril 2014.